# Mychonia ochracea
Mychonia ochracea là một loài bướm đêm trong họ Geometridae.